# 章名涛
章名涛（1907年7月23日—1985年1月9日），浙江鄞县人，中国电机工程界著名学者、教育家，有“机电泰斗”之称。他同时也是浙江大学教授，清华大学教授，全国政协委员，中国科学院学部委员。

## 求学经历
1918年，入读上海圣约翰中学。1924年，到英国纽卡斯尔大学（Armstrong College, Newcastle University）攻读电机工程。1927年，以全校第一之成绩获工程学学士学位，获英国工程师证书。之後于英国曼彻斯特茂伟电机制造厂实习。1929年，获英国曼彻斯特工业大学硕士。又于英国林肯郡Ruston Hornsby 柴油机厂实习。不久以後，父亲病重，中断学业回国。

## 任职
1930至1931年，任杭州国立浙江大学工学院电机工程学系副教授。
1930年夏，到上海亚洲电气公司任工程师。
1932年秋，应清华大学工学院院长顾毓琇之邀，任清华大学筹建电机系教授。
1938年，到昆明「國立西南聯合大學」任教。
自1941年起，任清华大学电机系主任。
抗战胜利后，任上海市公共交通公司筹备委员会副主任兼筹备主任。1947年2月辞任。
自1955年后，任中国科学院科学技术科学部学部常务委员（中国科学院院士），中国科学院机械电机研究所学术委员会委员，中国电机工程学会副主任委员等职。
1956年，参加周恩来主持「十二年科学技术发展规划」的讨论和制定，并任电工学科规划方面的负责人。

## 著作
1932至1937年，在电机分析与运行方面的论文十余篇。其发表的较著名论文有《单相感应电动机之理论及张量分析》、《单相同步电机的短路电流》、《三相发电机之瞬变电流》、《感应电动机与补偿变频机串联之特性及理论》等，在《三相发电机之瞬变电流》一文中，其首次采用Park方程进行计算，创立了新方法。
1964年，主持编写中国第一部《电机学》教材。這部讲义叫《电机的电磁场》，針對研究生课程。但是，素材尚未成书出版，遇到了“文化大革命”，部分原稿被付之一炬。接下来，这位留英学者的坎坷命运就可想而知了。
1976年，年近古稀的章名涛坐上了轮椅。章名涛还和他的学生一起，花了很多时间重新整理了当年他曾编写《电机设计》、《电机的电磁场》等教材，並翻译《异步电机中谐波磁场的作用》英文版。可惜的是，1985年1月9日，78岁的章名涛病逝，生前未来得及看到该书的出版。

## 琐事
章名涛也是朱镕基的老师。夫人姜涓长在他的退讓保護下挺過了艱難的地方。据说他一辈子都没有学会骑自行车。此外，除了专业书、牡丹烟、龙井茶之外，他一生没有其他嗜好。

## 链接
- 中国科学技术专家传略 章名涛
- 浙江大学校友总会 章名涛
- 清华大学校友中的院士 章名涛

1. ↑  .   [2023-10-26]. （原始内容存档于2023-10-26）.
2. ↑  .   [2023-10-26]. （原始内容存档于2023-10-26）.